# Pokal evropskih prvakov 1984/85 (hokej na ledu)
Pokal evropskih prvakov 1984/85 je dvajseta sezona hokejskega pokala, ki je potekal med 4. oktobrom in 7. septembrom. Naslov evropskega pokalnega zmagovalca je osvojil klub CSKA Moskva.

## Tekme

### Prvi krog
| 1. klub               | Rezultat          | 2. klub               |
| --------------------- | ----------------- | --------------------- |
| Vissers Nijmegen      | 19:0, 26:0        | Hiversport Luxembourg |
| CS Megève             | 10:1, 12:4        | Dundee Rockets        |
| HC Davos              | 17:4, 7:1         | Ferencvárosi TC       |
| HK Olimpija Ljubljana | 6:5, 4:5 (3:2 KS) | CSKA Sofija           |
| CH Jaca               | 1:14, 4:7         | HC Steaua Bucureşti   |

### Drugi krog
| 1. klub           | Rezultat          | 2. klub               |
| ----------------- | ----------------- | --------------------- |
| CS Megève         | 1:14, 5:15        | Tappara Tampere       |
| HC Davos          | 11:2, 6:6         | VEU Feldkirch         |
| HC Bolzano        | 11:5, 4:6         | Sparta Sarpsborg      |
| TMH Polonia Bytom | 6:4, 6:3          | HC Steaua Bucureşti   |
| Vissers Nijmegen  | 4:5, 4:3 (1:0 KS) | HK Olimpija Ljubljana |

### Tretji krog
| 1. klub           | Rezultat          | 2. klub       |
| ----------------- | ----------------- | ------------- |
| CSKA Moskva       | 10:1, 7:4         | HC Davos      |
| Tappara Tampere   | 6:9, 1:4          | Dukla Jihlava |
| Vissers Nijmegen  | 3:8, 2:10         | AIK           |
| HC Bolzano        | 1:6, 3:9          | Kölner EC     |
| TMH Polonia Bytom | 3:1, 4:6 (3:1 KS) | Dynamo Berlin |

### Finalna skupina
| 1. klub       | Rezultat | 2. klub           |
| ------------- | -------- | ----------------- |
| Dukla Jihlava | 5:3      | Kölner EC         |
| AIK           | 3:0      | TMH Polonia Bytom |
| CSKA Moskva   | 9:3      | Kölner EC         |
| Dukla Jihlava | 10:0     | TMH Polonia Bytom |
| CSKA Moskva   | 11:0     | TMH Polonia Bytom |
| AIK           | 3:1      | Dukla Jihlava     |
| CSKA Moskva   | 5:1      | AIK               |
| Kölner EC     | 5:4      | TMH Polonia Bytom |
| CSKA Moskva   | 6:4      | Dukla Jihlava     |
| Kölner EC     | 6:3      | AIK               |

#### Lestvica
| Poz | Klub              | Točke |
| 1   | CSKA Moskva       | 8     |
| 2   | Kölner EC         | 4     |
| 3   | Dukla Jihlava     | 4     |
| 4   | AIK               | 4     |
| 5   | TMH Polonia Bytom | 0     |